# Харьковский уезд
Харьковский уезд — административно-территориальная единица Харьковской губернии с центром в городе Харькове, существовавшая с 25 апреля 1780 года по 7 марта 1923 года. Административный центр — город Харьков.

## Площадь
Площадь уезда в 1897 году составляла 2905,1 квадратных вёрст.

## История
- 1780 год — по указу императрицы Екатерины II от 25 апреля был образован Харьковский уезд в составе Харьковского наместничества путём преобразования Харькоской провинции.
- 1796 год — по указу императора Павла I от 12 декабря уезд вошёл в состав обновлённой Слободско-Украинской губернии.
- 5 декабря 1835 года — губерния преобразована в Харьковскую.
- С момента основания по 1 сентября (ст.ст.) 1917 года — в составе Российской империи.
- С 1 сентября (ст.ст.) по 25 октября (ст.ст.) 1917 года — в составе Российской республики. Далее началась Гражданская война и многочисленные смены власти.
- 8-9 декабря 1917 в Харькове установлена Советская власть.
- С 30 января 1918 по 12-13 апреля 1918 и с 3 января 1919 по 17 февраля 1919 - в составе ДКР.
- В первой половине апреля 1918 оккупирован австро-германскими войсками (Харьков оккупирован 7-9[3] апреля).
- C 29 апреля по 14 декабря 1918 года во время Гражданской войны 1918—1923 годов в составе Украинской державы, государстве германских оккупационных войск.
- Советская власть вновь установлена в Харькове 1-3 января 1919.
- Во второй половине июня 1919 уезд занят Добровольческой армией (Харьков - 25 июня) и вошёл в состав Харьковской области ВСЮР до первой половины декабря 1919.
- 10 декабря 1919 в Харькове вновь установлена Советская власть УССР.
- C декабря 1922 года в составе Украинской Советской Социалистической Республики Союза Советских Социалистических Республик.
- 7 марта 1923 года в УССР введена система административно-территориального деления (район — округ — губерния — центр); Харьковская губерния была разделена на пять округов: Харьковский (24 района), Богодуховский (12 районов), Изюмский (11 районов), Купянский (12 районов) и Сумский (16 районов). Харьковский уезд был упразднён. Территория уезда вошла в состав Харьковского округа и нём был образован Харьковский район Харьковской губернии.
- 1923 год — после административной реформы уезд был упразднён с последующим образованием Харьковского округа, а в 1932 году Харьковской области.

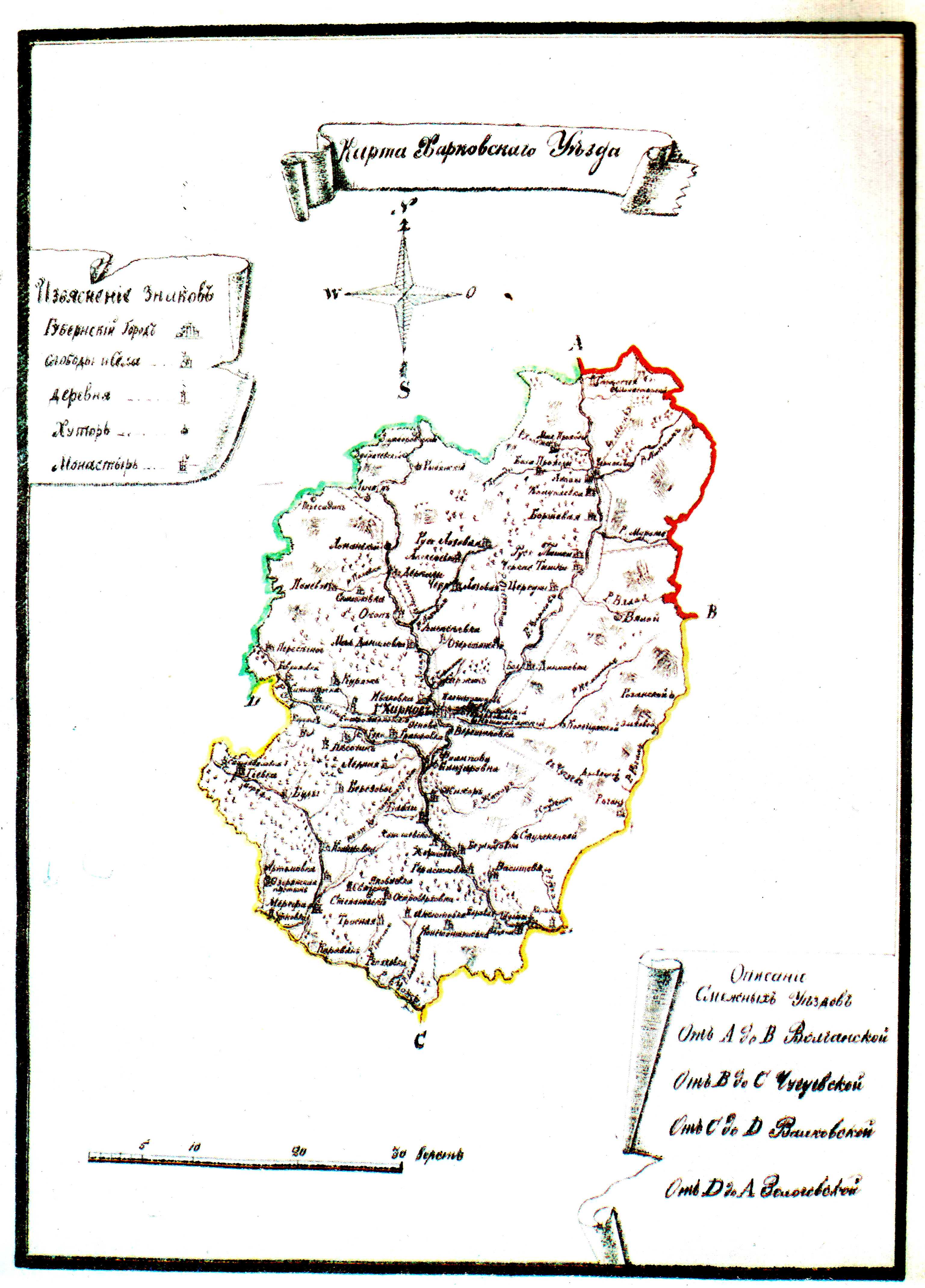
Карта Харьковского уезда1788 года

## Население
В 1866 году жителей было 112239.
В 1885 году в уезде проживало 125482 человек.
В 1897 году жителей было 348 488 человек, из которых 179 251 мужчин и 169 237 женщин.
В 1914 году в уезде проживало 516882 жителей.

### Национальный состав
Национальный состав по переписи 1897 года:
- Малороссы — 191 345 чел. (54,9 %),
- русские — 137 575 чел. (39,5 %),
- евреи — 9894 чел. (2,8 %),
- поляки — 4078 чел. (1,2 %)

| Год  | Численность | Численность |
| ---- | ----------- | ----------- |
| 1860 | 106 123     | [ 5 ]       |
| 1897 | 348 488     | [ 6 ]       |
| 1917 | 285 000     | [ 7 ]       |

## Административное деление
В 1913 году в уезде было 27 волостей:
| - Алексеевская — с. Алексеевка, - Бабаевская — с. Бабаи, - Безлюдовская — сл. Безлюдовка, - Больше-Даниловская — сл. Большая Даниловка, - Будянская — с. Буды, - Вертеевская — сл. Вертеевка, - Веселовская — с. Веселое, - Дементьевская — сл. Дементьевка, - Деркачевская — сл. Деркачи, | - Должанская — сл. Должик, - Жихорская — с. Жихор, - Золочевская — г. Золочев, - Казачье-Лопанская — с. Казачья Лопань, - Карасевская — с. Карасевка, - Липецкая — сл. Липцы, - Мерефинская — сл. Мерефа, - Непокрытанское — с. Непокрытое, - Одноробовская — сл. Одноробовка, | - Ольшанская — сл. Ольшанка, - Основанская — с. Основа, - Пересечанская — сл. Пересечное, - Роганская — с. Рогань, - Рогозанская — с. Рогозанка, - Русско-Лозовская — сл. Русская Лозовая, - Удянская — с. Уды, - Харьковская — г. Харьков, - Циркуновская — с. Циркуны. |

Коротичанская волость (создана после 1866, упразднена до 1913) — с. Коротич.
1. ↑  Первая Всеобщая перепись населения Российской империи 1897 года. Харьковская губерния. Дата обращения: 5 октября 2013. Архивировано 25 сентября 2013 года.
2. 1 2 3 4 5 6  Первая Всеобщая перепись населения Российской империи 1897 года. Наличное население в губерниях, уездах, городах Российской Империи (без Финляндии). Дата обращения: 5 октября 2013. Архивировано 25 сентября 2013 года.
3. ↑  9 апреля 1918 года произошёл бой между войсками ДКР Климента Ворошилова и германскими войсками на узловой станции Основа.
4. ↑  Первая всеобщая перепись населения Российской Империи 1897 г. Распределение населения по родному языку. Харьковский уезд. Дата обращения: 8 ноября 2015. Архивировано 4 марта 2016 года.
5. ↑  Памятная книжка Харьковской губернии на 1862 год — С. 16.
6. ↑  Тройницкий Н. А. Первая всеобщая перепись населения Российской империи 1897 г. XLVI. Харьковская губерния. — СПб.: 1904. — Т. 46. — С. IV.
7. ↑  Харьковский календарь на 1917 г.
8. ↑  Волостныя, станичныя, сельскія, гминныя правленія и управленія, а также полицейскіе станы всей Россіи съ обозначеніем мѣста ихъ нахожденія. — Кіевъ: Изд-во Т-ва Л. М. Фишъ, 1913. Архивировано 16 июня 2017 года.